# آلومینیوم بحرین
آلومینیوم بحرین شرکت آلومینیوم بحرینی است، که در زمینه تولید شمش آلومینیوم و دامنه گسترده‌ای از محصولات آلومینیومی فعالیت می‌کند، همچنین مالک ۳ کارخانه تولید کربن، یک کارخانه فولادسازی، ۲ کارخانه تولید آب آشامیدنی و ۴ نیروگاه برق می‌باشد.
شرکت آلومینیوم بحرین در سال ۱۹۶۸ تأسیس شد و در سال ۲۰۱۳ با تولید ۹۱۲٫۷۰۰ تن آلومینیوم، به‌عنوان دهمین تولیدکننده بزرگ آلومینیوم جهان شناخته شد.
دفتر مرکزی این شرکت در شهر عسکر، بحرین قرار دارد و بخشی از سهام آن در بازارهای بورس بحرین و بورس لندن معامله می‌شود.
شرکت سرمایه‌گذاری ممتلکات با ۶۹ درصد و شرکت عربستانی سابک با در اختیار داشتن ۲۰ درصد از سهام شرکت آلومینیوم بحرین، سهام‌داران اصلی آن به‌شمار می‌آیند.

## نگارخانه

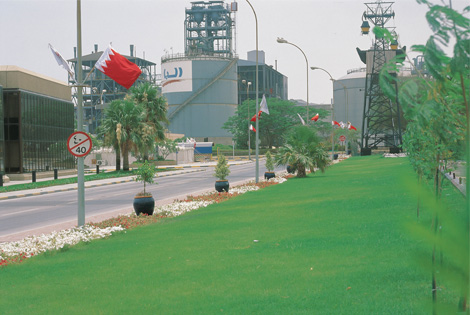
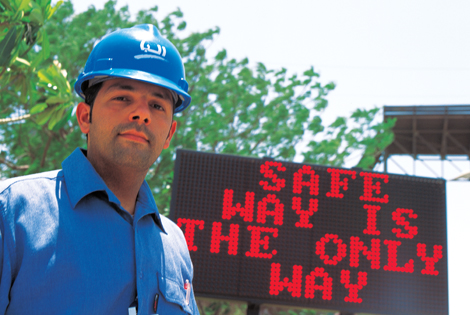
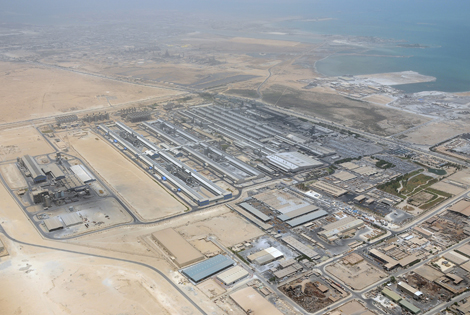
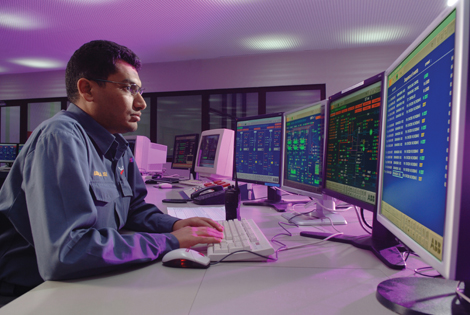
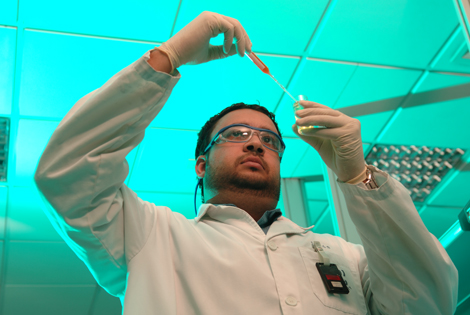
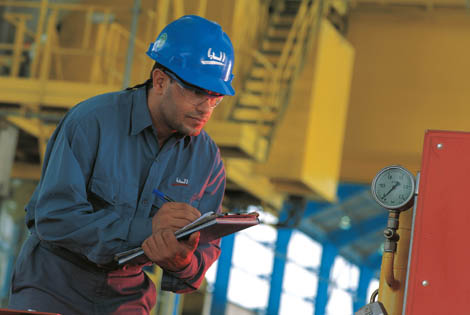
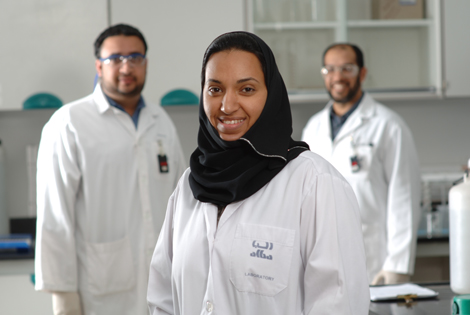
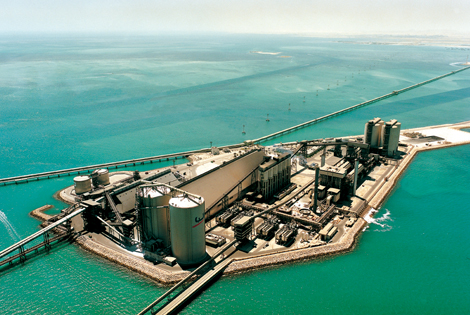
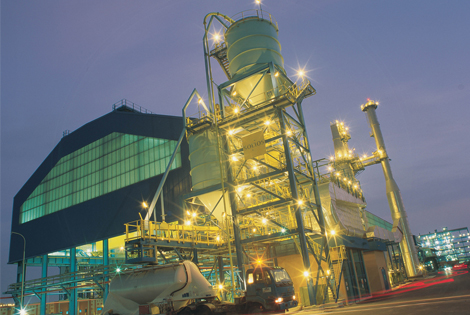
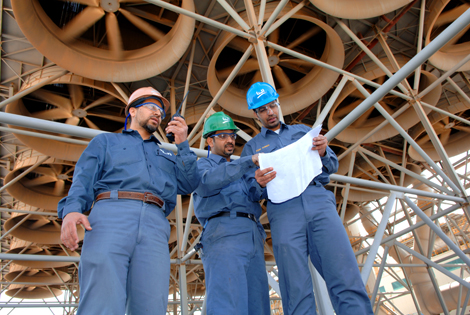